# Aglomeracja kalisko-ostrowska
Aglomeracja kalisko-ostrowska – aglomeracja bicentryczna w południowo-wschodniej części województwa wielkopolskiego, na Wysoczyźnie Kaliskiej.
W zależności od koncepcji i przyjętych kryteriów delimitacji obszarów, liczba ludności zamieszkującej aglomerację wynosi od 318,4 tys. do 409,3 tys. osób. 
Miastami centralnymi aglomeracji są Kalisz i Ostrów Wielkopolski, które posiadają charakter ośrodków usługowo-przemysłowych z funkcjami wyższego rzędu w zakresie kultury, szkolnictwa wyższego, ochrony zdrowia oraz pełniących funkcje gospodarcze. Pozostałymi miastami aglomeracji są Koźminek, Nowe Skalmierzyce, Odolanów, Opatówek, Pleszew i Raszków.
W aglomeracji dominuje przemysł spożywczy oraz włókienniczy i odzieżowy.
Miasta centralne aglomeracji są też głównymi ośrodkami przemysłowymi Kaliskiego Okręgu Przemysłowego.

## Koncepcje aglomeracji kalisko-ostrowskiej

### Koncepcja WBPP w Poznaniu

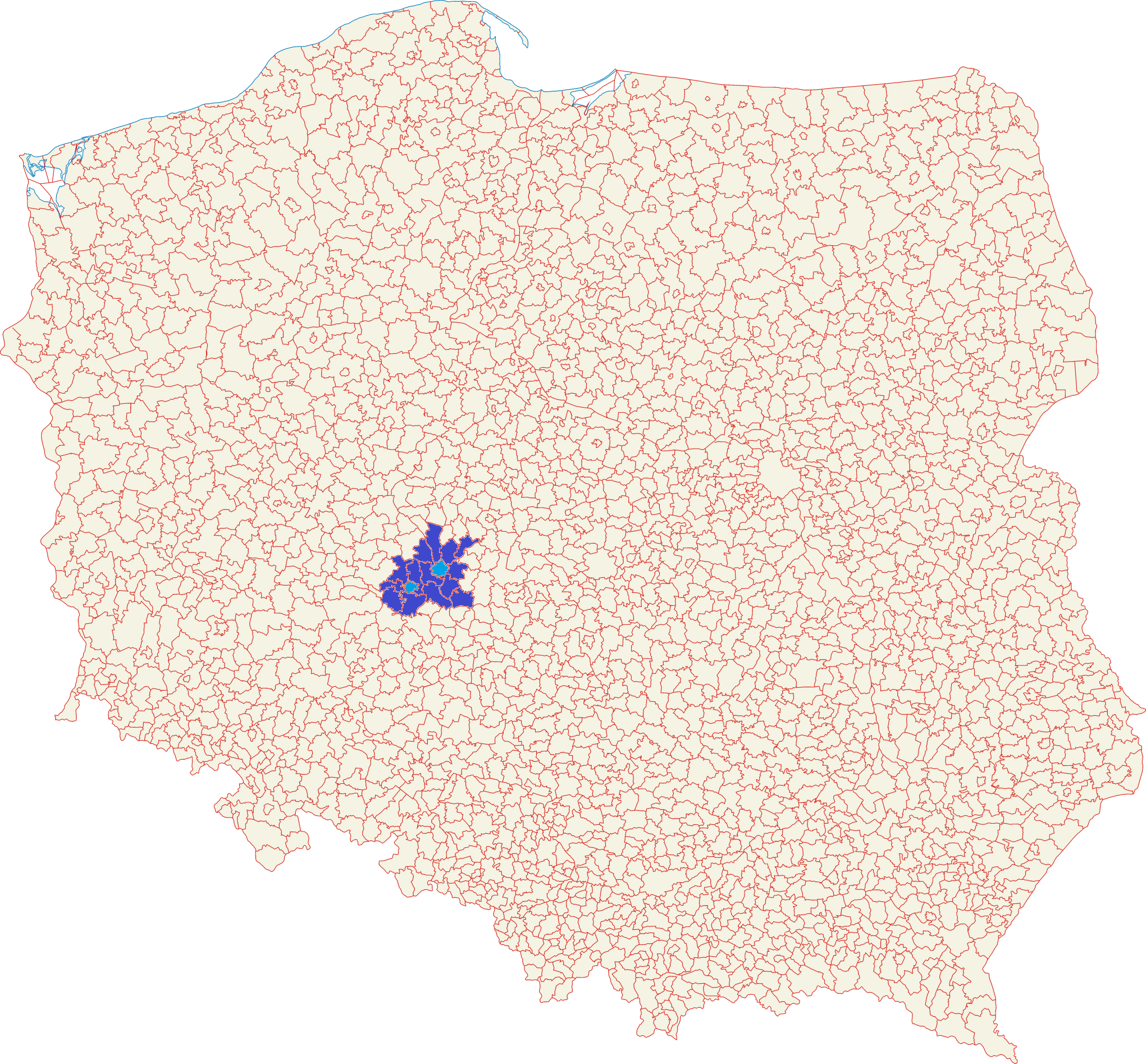
Aglomeracja według WBPP w Poznaniu na mapie administracyjnej Polski

W 2010 Wielkopolskie Biuro Planowania Przestrzennego w Poznaniu przedstawiło w planie zagospodarowania przestrzennego województwa koncepcję aglomeracji kalisko-ostrowskiej obejmującej 15 gmin z głównymi ośrodkami w Kaliszu i Ostrowie Wielkopolskim. 
Aglomerację o powierzchni 1873 km² zamieszkiwało 318 tys. osób.
| Gmina                               | Liczba ludności (31 grudnia 2013) [osób] | Powierzchnia (1 stycznia 2014) [km²] | Gęstość zaludnienia [osób/km²] |
| ----------------------------------- | ---------------------------------------- | ------------------------------------ | ------------------------------ |
| Kalisz                              | 103 997                                  | 69,42                                | 1498,1                         |
| Ostrów Wielkopolski                 | 72 890                                   | 41,90                                | 1739,6                         |
| Blizanów (gmina)                    | 9734                                     | 157,52                               | 61,8                           |
| Brzeziny (gmina)                    | 5822                                     | 126,95                               | 45,9                           |
| Ceków-Kolonia (gmina)               | 4792                                     | 88,31                                | 54,3                           |
| Godziesze Wielkie (gmina)           | 9150                                     | 105,40                               | 86,8                           |
| Gołuchów (gmina)                    | 10 418                                   | 135,88                               | 76,7                           |
| Odolanów (gmina)                    | 14 393                                   | 136,09                               | 105,8                          |
| Opatówek (gmina)                    | 10 501                                   | 104,27                               | 100,7                          |
| Ostrów Wielkopolski (gmina wiejska) | 18 782                                   | 207,86                               | 90,4                           |
| Nowe Skalmierzyce (gmina)           | 15 140                                   | 125,42                               | 120,7                          |
| Przygodzice (gmina)                 | 11 950                                   | 163,39                               | 73,1                           |
| Raszków (gmina)                     | 11 833                                   | 134,57                               | 87,9                           |
| Sieroszewice (gmina)                | 9650                                     | 163,17                               | 59,1                           |
| Żelazków (gmina)                    | 9348                                     | 113,67                               | 82,2                           |
| Razem (aglomeracja)                 | 318 400                                  | 1873,82                              | 169,9                          |

### Inne koncepcje
Inne koncepcje aglomeracji, obszaru funkcjonalnego, zespołu miejskiego Kalisza i Ostrowa Wlkp.:
- według programu ESPON obszar funkcjonalny Kalisza (FUA, ang. Functional Urban Area) w 2002 zamieszkiwało 134 tys. osób[5].
- według programu ESPON obszar funkcjonalny Ostrowa Wlkp. (FUA, ang. Functional Urban Area) w 2002 zamieszkiwało 127 tys. osób[5].
- według Eurostat w 2001 (LUZ Kalisz, ang. Larger Urban Zone) – 409 544 mieszkańców i obszar 3 102,35 km²[6][7].
- według Eurostat w 2004 (LUZ Kalisz, ang. Larger Urban Zone) – 409 307 mieszkańców i obszar 3 102,35 km²[7][6].

## Historia

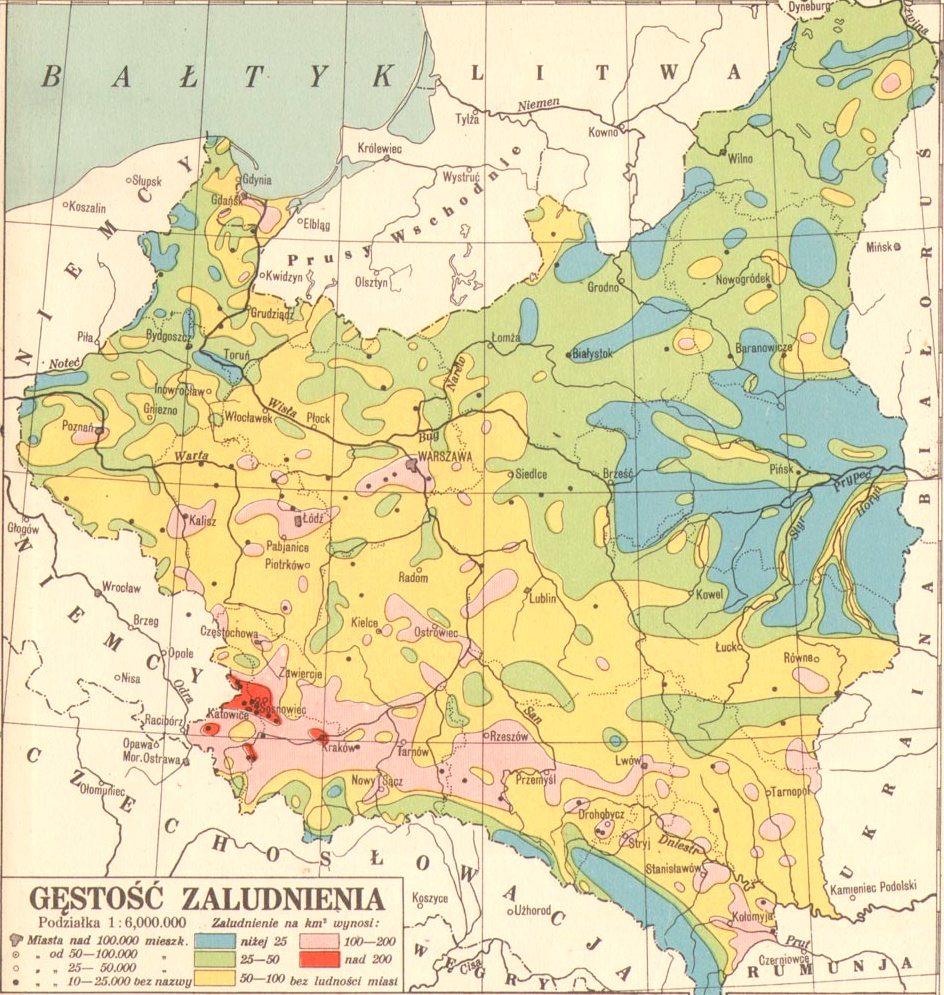
Polska, gęstość zaludnienia (1930)

Już w latach 30. XX wieku obszar ciążenia Kalisza cechował się wysoką gęstością zaludnienia; mimo zburzenia Kalisza w 1914 następował szybki wzrost liczby ludności miasta. W 1926 gęstość zaludnienia wynosiła 7746 os./km², co plasowało Kalisz na trzeciej pozycji w kraju, po Warszawie i Łodzi.
Zespół miejski Kalisza zaczął się kształtować pod koniec lat 70. XX w., kiedy po utworzeniu województwa kaliskiego (1975) nastąpił szybki rozwój pobliskiego Ostrowa Wlkp. Określono wówczas główne pasmo urbanizacyjne aglomeracji (Kalisz–Nowe Skalmierzyce–Ostrów Wlkp.; tzw. KOS), a w systemie osadniczym kraju aglomeracja stanowiła ośrodek wzrostu o znaczeniu krajowym.

## Współpraca samorządów
19 lutego 2008 w Sali Recepcyjnej ratusza w Kaliszu 22 przedstawicieli samorządów lokalnych zawarło oficjalne Porozumienie o współpracy pomiędzy samorządami aglomeracji kalisko-ostrowskiej. 
Porozumienie obejmuje obszar 20 gmin: Kalisz, 11 gmin powiatu kaliskiego i 8 gmin powiatu ostrowskiego.
1 stycznia 2022 do Stowarzyszenia Aglomeracja Kalisko-Ostrowska przystąpiło Miasto i Gmina Pleszew.